# Elisabet Oliveres
Elisabet Oliveres (Rodés, Llenguadoc 1909 - Perpinyà 1973) fou una historiadora nord-catalana. Estava casada amb el pintor Josep Picó i Martí, i es dedicà a la història catalana i al folklore rossellonès; participà regularment en els congressos de la Federació Històrica del Llenguadoc-Rosselló, guanyà diversos premis als Jocs Florals de la Llengua Catalana i donà, durant més de vint anys, conferències a la Societat Agrícola Científica i Literària dels Pirineus Orientals.
Endemés, fou membre del moviment Nostra Terra i del Grup Rossellonès d'Estudis Catalans, i presidí el grup Germanor (1957-1959), però després s'escindí i dirigí l'Institut Rossellonès d'Estudis Catalans des del 1968 fins a la seva mort. També col·laborà a "Tramontana" i "La Revista Catalana".

## Obres
- Estampes del Rosselló (1964)
- El rei sense reialme (Jaume IV de Mallorca) (1965)